# 霍罗迪谢 (阿尔切夫斯克区)
48°19′15″N 38°38′7″E / 48.32083°N 38.63528°E

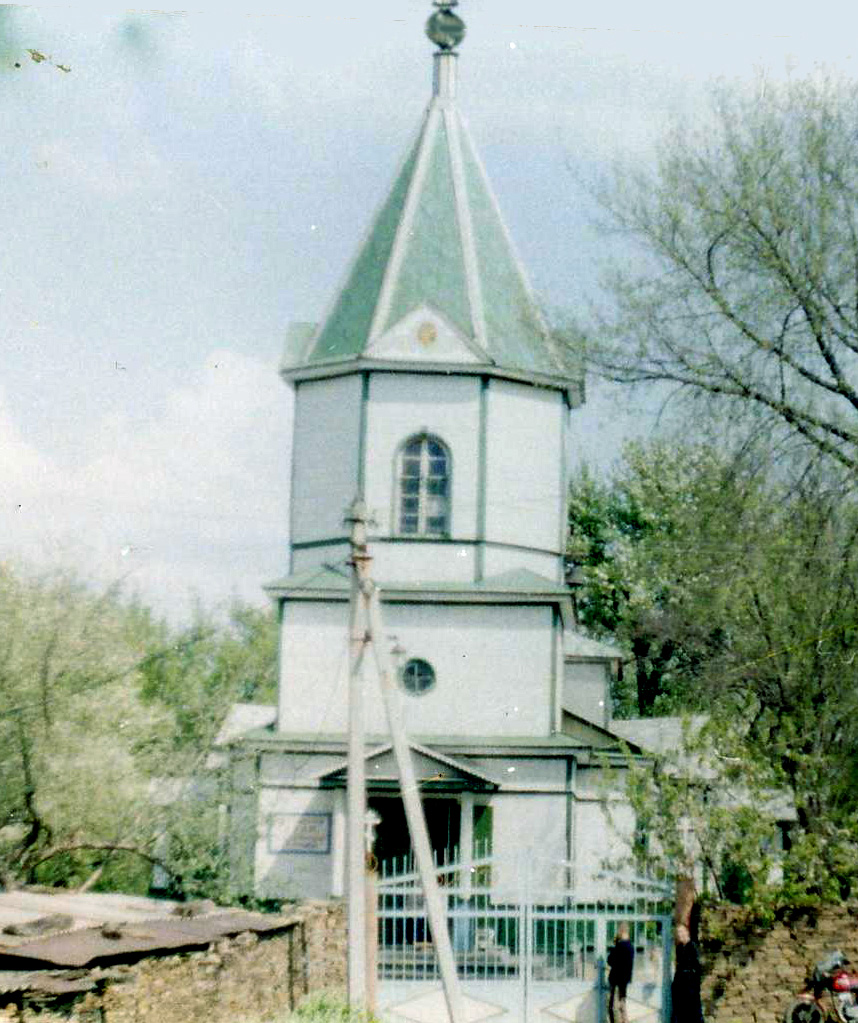
教堂

霍罗迪谢（烏克蘭語：Городище）是位於烏克蘭東部的市級鎮，由盧甘斯克州阿爾切夫斯克區的阿爾切夫斯克市鎮負責管轄。始建於1761年，面積9.86平方公里，2011年人口2,602，人口密度每平方公里263.89人。